# Jorge Luis Alayo Moliner
Jorge Luis Alayo Moliner (* 6. Juni 2001 in Villa Clara) ist ein kubanischer Beachvolleyballspieler.

## Karriere
Mit Miguel Ayon wurde der aus der kubanischen Provinz Villa Clara stammende Sportler 2018 Fünfter bei der Jugendolympiade im Beachvolleyball. Ein Jahr später erreichte Alayo mit Lazaro Portes das Achtelfinale der U21-Weltmeisterschaft in Udon Thani. In der folgenden Saison gewannen Jorge Alayo und sein neuer Partner Noslen Diaz die erste Veranstaltung der NORCECA Beach Tour in Aguascalientes und kamen beim folgenden Event der Serie in Varadero in ihrem Heimatland auf den Bronzerang. Durch ihre Leistungen qualifizierten sie sich für die Weltmeisterschaft im gleichen Jahr in der italienischen Hauptstadt. Dort verloren sie ihr erstes Match gegen die Australier Christopher McHugh / Paul Burnett und besiegten danach Nils Ehlers / Clemens Wickler sowie die Uruguayer Hans Hannibal / Marco Cairus. Trotz ihres Sieges über die Deutschen und Punktgleichheit mit ihnen mussten die beiden Kubaner mit dem zweiten Gruppenplatz vorlieb nehmen, da ihr Ballpunktequotient niedriger war. In der ersten Hauptrunde unterlagen sie den Italienern Paolo Nicolai und Samuele Cottafava und belegten so im Endklassement der WM den geteilten siebzehnten Tabellenrang. Anschließend standen sie im Finale bei den Panamerikanischen Spielen und gewannen die U23-NORCECA-Meisterschaften. 
Ihre bis dahin größten Erfolge bei FIVB-Wettkämpfen erreichten Diaz/Alayo im ersten Quartal 2024, als sie sich bei den Challenges in Recife, Saquarema und Stare Jabłonki erst in den Endspielen geschlagen geben mussten und beim Elite16 in Tepic das Match um Bronze für sich entschieden. Durch die Finalteilnahme in Polen verbesserten sie sich im vorläufigen Olympiaranking um zwei Plätze und waren so für die Spiele nach dem Ausscheiden der Grimalt Cousins Esteban und Marco beim Elite16 in Ostrava sicher qualifiziert. In Paris gewannen die Kubaner alle drei Begegnungen in ihrer Gruppe ohne Satzverlust, verloren jedoch in der ersten Hauptrunde gegen die Goldmedaillengewinner Åhman und Hellvig und belegten so den geteilten neunten Rang.
Bei den ersten Turnieren in Mexiko auf der World Pro Tour 2025 erreichten Diaz/Alayo beim Challenge in Yucatán den fünften Platz und hatten ihren größten Erfolg mit dem Sieg beim Elite16 in Quintana Roo.